# Sedlecké sady
Sedlecké sady v Sedlci v Praze jsou sady, které leží zčásti ve svahu (část Sedlec) a zčásti na rovině (Budovec) mezi ulicemi Kamýcká, V Sedlci a Na Svahu nad Sedlckým potokem.

## Historie
Sad leží podél historické úvozové cesty, která vedla z Dolního Sedlce do Budovce a Suchdola. Původně zde byla drobná pole a pastviny, sady se dříve rozkládaly částečně na místech zarostlých lesem. Roku 1938 jsou zde zaznamenány vzrostlé stromy po obou stranách horní části úvozové cesty a v roce 1953 jsou patrné nové výsadbové jamky a již vzrostlý sad v jižní části vymezeného území. Později sad zvolna zarůstal.
V roce 2006 byly provedeny první výřezy náletových dřevin, křovin a první seč, staré ovocné stromy byly ponechány na dožití. Na jaře 2013 bylo vysazeno prvních 9 ovocných stromů jabloní a hrušní, na podzim téhož roku dalších 6 vysokokmenů. Na podzim 2014 proběhl v jižní části sadu výrazný výřez a bylo vysazeno 30 jabloní na nově vyřezanou plochu a 29 třešní vysokokmenného tvaru podél úvozové cesty.

## Parametry
- Celková rozloha: 1,7 ha (Sedlec), 0,6 ha (Budovec)
- Počet stromů: 74 (r. 2014); celkový počet míst v sadu cca 100 ks
- Odrůdy:
  - Třešně: staré stromy určeny jako Germersdorfská, Dönnisenova, Kaštánka, Baltavarská, Doupovská černá, Granát, nově vysazeny odrůdy Karešova a Kaštánka, Dönnisenova, Německá rychlice
  - Hrušně: staré stromy určeny jako pláňky, nově vysazeny odrůdy Clappova, Konference, Šídlenka, Hardyho a Špinka
  - Jabloně: nově vysazeny odrůdy Kardinál žíhaný, Vilémovo, Gdánský hranáč, Astrachán bílý a Astrachán červený, Košíkové, Boskoopské, Croncelské, Gravštýnské, Wealthy, Strýmka a Blenheimská reneta
- Ovoce k natrhání: ano[1]